# Hard Disk 20SC
El Hard Disk 20SC es el primer disco duro basado en SCSI de Apple para la familia Apple II, así como para Macintosh y otras computadoras de terceros que utilizan una interfaz SCSI estándar.

## Historia
Lanzado en septiembre de 1986 junto con el Apple IIGS (que requería un tarjeta de expansión SCSI opcional para usarlo), debutó más de 9 meses después de la introducción del Macintosh Plus, el primero en incluir la interfaz SCSI de Apple. Fue una adición bienvenida, que ofrecía velocidades de transferencia de datos considerablemente más rápidas (hasta 1,25 megabytes por segundo) que sus predecesor, el Hard Disk 20 (62,5 kilobytes por segundo) y el ProFile.

## Hardware
El 20SC originalmente contenía un disco duro SCSI Seagate ST-225N de 5,25" y 20 MB de altura media, pero luego se fabricó con un disco duro SCSI MiniScribe 8425SA de altura completa de 3,5" y 20 MB. La última unidad tenía el mismo tamaño que la unidad HArd Disc 20 dentro del Macintosh, pero de 10 a 15 MB más de lo que Apple había ofrecido anteriormente para la familia II. El mismo mecanismo de transmisión también se ofrecería 6 meses después como una opción de unidad incorporada en el Macintosh II y SE. Tenía dos conectores estándar Centronics de 50 pines, uno para el sistema y otro para conexión en cadena de dispositivos SCSI adicionales y un conmutador de selección de ID. Se necesitaba un terminador externo si era el único dispositivo SCSI conectado. La carcasa en sí podría acomodar un mecanismo de disco duro de altura completa de 3,5" o 5,25". De hecho, el diseño de la carcasa se reutilizaría sin cambios (solo en Platinum) para 3 modelos más introducidos el año siguiente: 40SC, 80SC y 160SC (que ofrecen esos Megabytes de almacenamiento respectivamente). Si bien las tasas de transferencia fueron significativamente más altas debido a la tecnología de bus SCSI más rápida, la tasa de transferencia real varió de una computadora a otra gracias a las diferentes implementaciones de SCSI basadas en los estándares de la industria en desarrollo.

## Diseño
Además de ser la primera unidad multiplataforma ofrecida por Apple, fue la primera unidad de disco duro en utilizar el lenguaje de diseño Snow White. En particular, fue el único producto de Blancanieves que utilizó el color beige de Macintosh y uno de los pocos productos de Apple que se presentó en dos colores diferentes al mismo tiempo. Dado que el Apple IIGS fue el primer producto de Apple en debutar en el nuevo color gris que llamaron Platinum, el 20SC tuvo que combinarlo con el color beige del Macintosh Plus, que está diseñado para encajar perfectamente debajo. En 1987, todos los productos de Apple cambiarían a Platinum, que permanecería en uso durante los próximos 10 años.